# Here Will I Nest
Here Will I Nest hay Talbot of Canada là một bộ phim Canada của đạo diễn Melburn Turner, được sản xuất năm 1942, dựa trên vở kịch cùng tên của Hilda Mary Hooke, được viết năm 1938. Đây là bộ phim với thời lượng điển hình đầu tiên của Canada được quay màu và là bộ phim đầu tiên chuyển thể từ một vở kịch có tác giả là người Canada. Bộ phim đã gần như bị thất lạc, chỉ còn lại 15 phút.

## Nội dung
Thomas Talbot, 22 tuổi, có quan hệ tình cảm với Susanne Johnson, cháu gái họ của thủ lĩnh người Mohawk Joseph Brant. Tuy vậy, nạn phân biệt chủng tộc đã chia cắt tình cảm giữa họ. Talbot sau đó có tình cảm với Amelia của Vương quốc Liên hiệp Anh và Hannover, nhưng rồi họ cũng chia tay. Talbot sau đó chuyển tới sống trong rừng bên bờ hồ Erie, và mãi cho tới 6 năm sau, khi anh đã 39 tuổi, anh mới gặp lại một người gốc Âu.

## Diễn viên
- John Burton trong vai Thomas Talbot
- Robina Richardson trong vai Susanne Johnson
- George Simpson trong vai George Crane
- Campbell Calder trong vai Mahlon Burwell
- William Hitchens trong vai Jeffrey Hunter
- Alex Burr trong vai Jeremy Crandall
- E.S. Detwiler trong vai William Hatch
- Earl Gray trong vai Simon McAllister
- Ralph Gray trong vai Robert McAllister
- John Sullivan trong vai John Pearce
- Bernice Harper trong vai Fanny Pearce
- Mary Ashwell trong vai Isabella Pearce

## Sản xuất
Hilda Mary Hooke viết kịch bản cho phim dựa trên vở kịch Here Will I Nest được bà viết năm 1938. Đây là bộ phim đầu tiên được chuyển thể từ một vở kịch của tác giả người Canada và cũng là bộ phim tiếng Anh duy nhất cho đến khi bộ phim Fortune and Men's Eyes được công chiếu vào năm 1971. Turner cho biết rằng nhan đề gốc của bộ phim là Talbot of Canada và bộ phim được công chiếu dưới tên gọi này. Tuy vậy, lời phê bình của The London Free Press về bộ phim lại không nhắc gì đến tên gọi này.
Melburn Turner là đạo diễn, đồng thời đảm nhiệm vị trí biên tập viên phim. Việc ghi hình được thực hiện tại Byron và London, Ontario, trong suốt mùa hè năm 1941 với kinh phí $5,000. Bộ phim được quay bằng phim Kodachrome 16 mm và là bộ phim điện ảnh chính kịch với thời lượng điển hình đầu tiên ở Canada được quay có màu.. Turner sau đó tiếp tục cho ra mắt bộ phim The Immortal Scoundrel, bộ phim với thời lượng điển hình đầu tiên của Canada bằng tiếng Pháp được quay màu.

## Phát hành
Bộ phim được công chiếu vào ngày 31 tháng 3 năm 1942, tại một phòng chiếu phim riêng tư trong khuôn viên Thư viện Tưởng niệm Elsie Perrin Williams ở London, Ontario. Turner, người phụ trách chạy máy chiếu phim của buổi công chiếu, đã cởi bỏ toàn bộ quần áo, chỉ trừ lại đồ lót, do phòng chiếu phim quá nóng. Bộ phim chỉ được chiếu thêm một lần nữa tại tư gia của Mitchell Hepburn, người đã ngủ gật giữa chừng khi xem phim. Bộ phim đã không được công chiếu thương mại.
Gần như toàn bộ bộ phim đã bị thiêu rụi trong hỏa hoạn, và từng được cho là hoàn toàn bị thất lạc. Tuy vậy, vào ngày 17 tháng 3 năm 1998, Chris Doty đã tìm lại được một phần của bộ phim dài 15–16 phút, nhưng chỉ có hình mà không có tiếng, trong Thư viện và Văn khố Canada. Ông đã phát hành bản phục chế dựa trên phần còn lại của bộ phim năm 2003, vận dụng tới các chuyên gia đọc khẩu hình miệng để xác định lời thoại của các nhận vật để từ đó lồng tiếng lại cho bộ phim. Kịch bản gốc của bộ phim hiện cũng chỉ còn lưu giữ được một vài trang.

### Sách
- Loiselle, André (2003). Stage-Bound: Feature Film Adaptations of Canadian and Québécois Drama. McGill–Queen's University Press. doi:10.1515/9780773571464. ISBN 9780773571464.
- Morris, Peter, biên tập (1970). Canadian Feature Films: 1913-69. Canadian Film Institute.
- Morris, Peter, biên tập (1978). Embattled Shadows: A History of Canadian Cinema 1895-1939. McGill–Queen's University Press. ISBN 9780773560727.
- Turner, D. John, biên tập (1987). Canadian Feature Film Index: 1913-1985. Canadian Film Institute. ISBN 0660533642.

### Tin tức
- Culbert, Jeff (ngày 27 tháng 3 năm 2003). "Here's to You, Hilda Mary Hooke (1897–1978)". Theatre In London. Lưu trữ bản gốc ngày 2 tháng 6 năm 2025.
- Gallagher, Noel (2003). "Talbot film our Gone with the Wind" (PDF). The London Free Press.
- Smith, Stephen (ngày 24 tháng 6 năm 1989). "A director 'by guess and by God'". The Kingston Whig-Standard. tr. 11 – qua Newspapers.com.
- Reid, Michael (ngày 1 tháng 2 năm 1992). "Film pioneer overcome with deja vu at Robe epic". Times Colonist. tr. C1 – qua Newspapers.com.